# Hemibates stenosoma
Hemibates stenosoma är en fiskart som först beskrevs av Boulenger, 1901.  Hemibates stenosoma ingår i släktet Hemibates och familjen Cichlidae. IUCN kategoriserar arten globalt som livskraftig. Inga underarter finns listade i Catalogue of Life.